# Paromalus parallelus
Paromalus parallelus är en skalbaggsart som beskrevs av J. E. Leconte 1860. Paromalus parallelus ingår i släktet Paromalus och familjen stumpbaggar. Inga underarter finns listade i Catalogue of Life.